# Samsung Galaxy J
Samsung Galaxy J là điện thoại thông minh sản xuất bởi Samsung chạy trên hệ điều hành Android. Phiên bản này được phát triển cho nhà mạng DoCoMo của Nhật Bản vào mùa thu năm 2013, và phiên bản nước ngoài đầu tiên được phát hành ở Đài Loan vào tháng 12 năm 2013.
Thiết bị sử dụng vi xử lý Snapdragon 800 lõi tứ 2.3 GHz với 3GB RAM và màn hình Full HD Super AMOLED.

## Thống số kĩ thuật

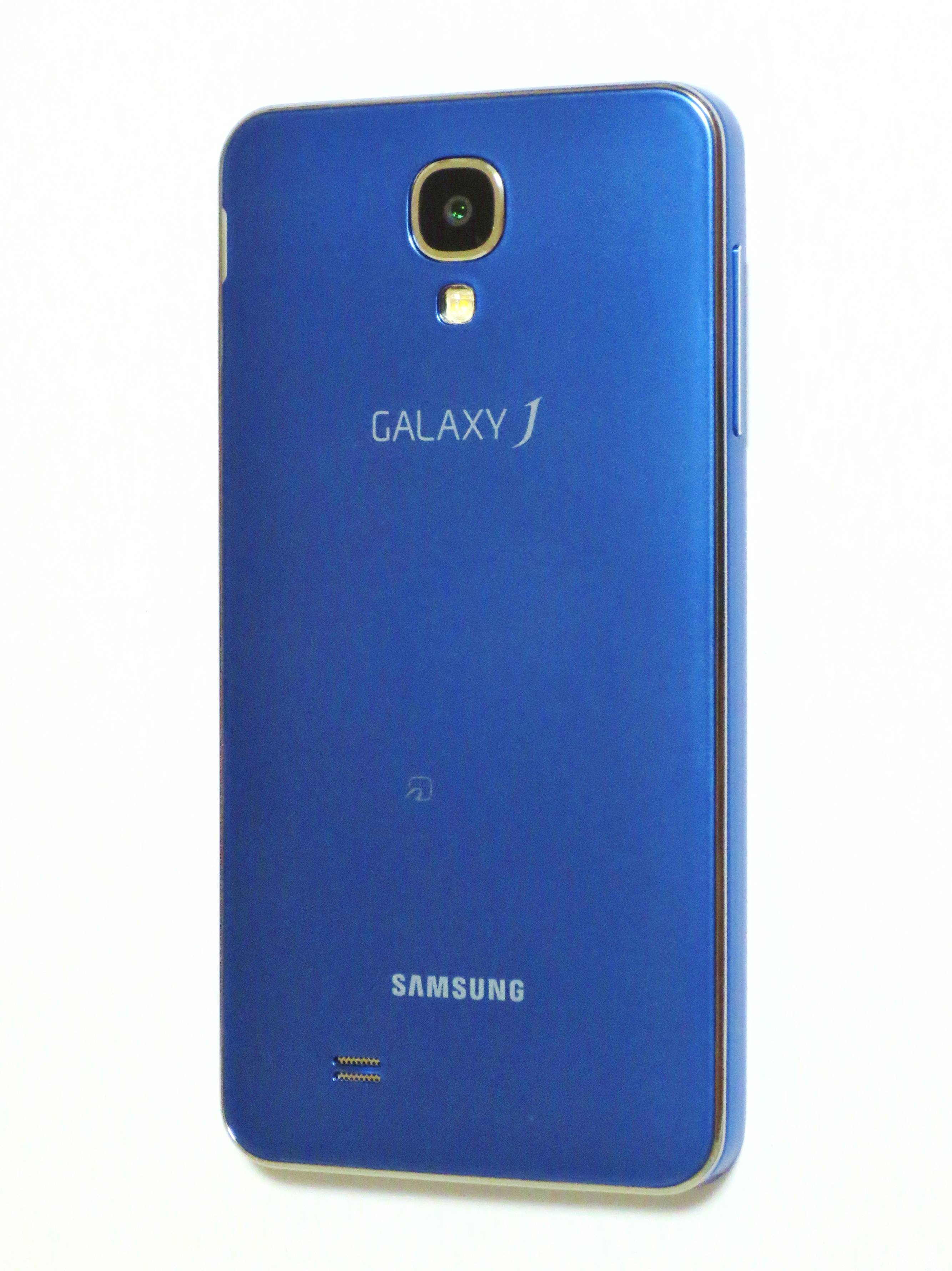
Mặt sau của phiên bản Nhật, SC-02F

### Phần cứng
Điện thoại sử dụng chip Snapdragon 800 của Qualcomm bao gồm vi xử lý 2.3 GHz, Adreno 330 GPU và 3GB RAM, bộ nhớ trong 32GB và pin 2600 mAh. The Galaxy J được trang bị màn hình 5 inch Full HD Super AMOLED và máy ảnh chính 13.2 MP và máy ảnh trước 2.1 MP. Tuy nhiên thiết bị này không hỗ trợ kết nối USB 3.0 như Samsung Galaxy Note 3

### Phần mềm
Điện thoại được chính thức phát hành với Android 4.3 Jelly Bean được cài đặt sẵn bởi công ty và có thế nâng cấp lên Android 4.4 KitKat trong tương lai.